# Balazuc
Balazuc é uma comuna francesa na região administrativa de Auvérnia-Ródano-Alpes, no departamento de Ardèche. Estende-se por uma área de 18,9 km². Em 2010 a comuna tinha 384 habitantes (densidade: 20,3 hab./km²).
Pertence à rede das As mais belas aldeias de França.